# Ion (менеджер окон)
Ion (или IonWM) — фреймовый оконный менеджер для UNIX-подобных операционных систем, разработанный в первую очередь для удобства управления окнами без мыши. Проблема навигации в Ion решается путём разделения экрана на неперекрывающие друг друга фреймы, при этом перемещение между окнами при помощи клавиатуры становится быстрее и удобнее. В каждом фрейме может находиться несколько клиентских окон, обозначенных вкладками. После первого релиза (летом 2000 года) появился ряд похожих менеджеров окон — Larswm, ratpoison, Stumpwm, WMI и TrsWM. Начиная с версии 2.0 Ion поддерживает скриптинг на языке Lua. Выпускается под лицензией LGPL (с некоторой поправкой автора).
Основоположник проекта Tuomo Valkonen прекратил поддержку проекта 17 сентября 2009 г. (по крайней мере, этим числом датировалась запись в авторском блоге). С апреля 2010 г. проект удалён с сайта автора. С 5 октября 2010 г. выложен на обновлённом сайте.